# Petycja oregońska
Petycja oregońska – nazwa apelu wzywającego do odrzucenia protokołu z Kioto, zainicjowana w 1998 przez Oregon Institute of Science and Medicine. Dokument ten jest powszechnie uważany za polityczną petycję, stworzoną w celu szerzenia dezinformacji na temat wyników badań i konsensusu naukowego w kwestii zmiany klimatu.

## Opis petycji
Petycja składa się z dwóch krótkich akapitów. Opinie wyrażone w petycji:
- wezwanie do odrzucenia  przez rząd Stanów Zjednoczonych protokołu z Kioto, jako szkodliwego dla środowiska, nauki i ludzkości,
- przekonanie o braku przekonujących dowodów na to, że gazy cieplarniane spowodują katastroficzne zmiany klimatyczne w dającej się przewidzieć przyszłości,
- przekonanie o możliwych korzystnych konsekwencjach dla świata roślinnego i zwierzęcego w wyniku zwiększenia stężenia dwutlenku węgla w atmosferze.

Petycji towarzyszy artykuł przeglądowy prezentujący prace naukowe, które wspierają tezy petycji.

## Historia i sygnatariusze
Pierwsza kampania mająca na cele zbieranie podpisów nastąpiła w latach 1998–1999, a kolejna pomiędzy październikiem 2007 a marcem 2008. Petycję zapoczątkował i rozpowszechniał Arthur B. Robinson, prezes Oregon Institute of Science and Medicine. List przewodni petycji napisał Frederick Seitz, ówcześnie przewodniczący think-tanku George C. Marshall Institute. W dokumencie podkreślił swoje związki z National Academy of Sciences (w latach 1962–1969 był prezesem tej instytucji) oraz zastosował formę zbliżoną do artykułów publikowanych w Proceedings of the National Academy of Sciences. National Academy of Sciences opublikowała oświadczenie, w którym dystansuje się od opinii wyrażonych w petycji i towarzyszących jej dokumentach.
Według inicjatorów petycję podpisało około 31 tys. amerykańskich naukowców z różnych specjalizacji. Minimalnym wymaganiem by podpisać się pod petycja było posiadanie tytułu licencjata w obszarze nauk ścisłych. Stephan Lewandowsky zauważył, że od roku szkolnego 1970/71 w Stanach Zjednoczonych ok. 10,6 miliona osób uzyskało taki tytuł i 31 tys. sygnatariuszy petycji Oregońskiej stanowi jedynie ok. 0.3% tej grupy.
Według inicjatorów, przeciwnicy projektu czasami dodają fałszywe nazwiska w celu jego dyskredytacji lecz są one zwykle odsiewane w ramach weryfikacji. Dodają, że lista zawiera wiele osób o nazwiskach podobnych lub identycznych do innych sygnatariuszy lub innych osób - prawdziwych bądź fikcyjnych.

## Krytyka
Rzetelność petycji była kwestionowana przez różne środowiska.
W 2001 pismo Scientific American wzięło losową próbkę 30 z 1400 osób podających się za doktorów w dziedzinach związanych z klimatologią. Po przeszukaniu rozmaitych baz danych udało się zidentyfikować tylko 26 z nich. W odpowiedzi na zapytanie przesłane przez Scientific American 11 zadeklarowało, że nadal zgadza się z treścią petycji (z czego jeden był aktywnym klimatologiem, 2 osoby miało zbliżone kwalifikacje, a osiem osób nie mogło przedstawić formalnego potwierdzenia kwalifikacji w tej dziedzinie), sześć osób powiedziało, że obecnie nie podpisałoby tej petycji, trzy osoby nie pamiętały podpisania petycji, jedna osoba zmarła, a pięć nie odpowiedziało na pytanie. Ekstrapolując te dane Scientific American stwierdził, że petycję podpisało ok. 200 naukowców w jakiś sposób naprawdę związanych z klimatologią.
Grupy ekologiczne, dziennikarze Seattle Times i Hawaii Reporter zakwestionowali autentyczność listy, przytaczając kilkanaście nazwisk z listy i ich podobieństwo do nazwisk aktorów i innych osób publicznych.